# جبل الوعبة
جبل الوعبة عبارة عن جبل بركاني خامد يقع غرب السعودية، ويقع تحديداً في حرة كشب الواقعة بين منطقتي المدينة المنورة ومكة المكرمة. يبلغ ارتفاع الجبل نحو 1105 م.